# Molvice (żupania kopriwnicko-kriżewczyńska)
Molvice – wieś w Chorwacji, w żupanii kopriwnicko-kriżewczyńskiej, w gminie Kalinovac. W 2011 roku liczyła 36 mieszkańców.